# Station Kalisz Szczypiorno
Station Kalisz Szczypiorno is een spoorwegstation in de Poolse plaats Kalisz.